# Alpes de Kitzbühel
Les Alpes de Kitzbühel (allemand : Kitzbüheler Alpen) sont un massif  des Alpes orientales centrales. Elles s'élèvent en Autriche (Tyrol et land de Salzbourg). Elles s'élèvent au sud-est de l'Inn. La ville de Kitzbühel se situe dans une vallée orientée sud-nord au cœur du massif et lui donne son nom.
Elles appartiennent aux Alpes noriques.
Le Kreuzjoch est le point culminant du massif.

## Géographie

### Situation
Le massif est entouré du Kaisergebirge au nord, des massifs de Lofer et Leogang au nord-est, des Alpes de Berchtesgaden à l'est, des Hohe Tauern et des Alpes de Zillertal au sud, des Alpes de Tux à l'ouest et des Alpes de Brandenberg au nord-ouest.
Il est bordé au sud par la Salzach.

### Sommets principaux

Panorama des Alpes de Kitzbühel.

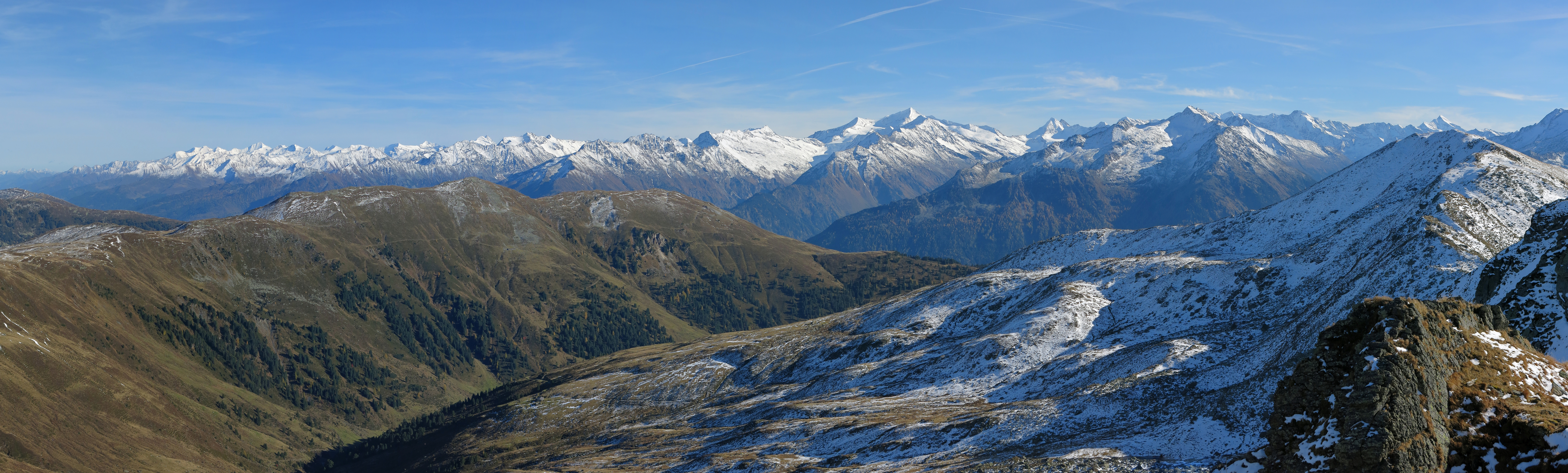
Panorama des Alpes de Kitzbühel, depuis le sommet du Tristkopf vers le nord-ouest, avec le Grosses Wiesbachhorn, le Johannisberg, le Grossglockner, le Hohe Fürleg, le Grossvenediger, le Grosser Geiger, la Dreiherrnspitze et la Rötspitze.

- Kreuzjoch, 2 558 m
- Torhelm, 2 494 m
- Salzachgeier, 2 469 m
- Kröndlhorn, 2 444 m
- Grosser Galtenberg, 2 424 m
- Grosse Rettenstein, 2 366 m
- Geissstein, 2 363 m
- Königsleitenspitze, 2 315 m
- Grosse Beil, 2 309 m
- Sonnenjoch, 2 292 m
- Isskogel, 2 263 m
- Hochkogl, 2 249 m
- Wildkogel, 2 225 m
- Steinbergstein, 2 215 m
- Gamshag, 2 180 m
- Bischof, 2 127 m
- Wildseeloder, 2 118 m
- Spielberghorn, 2 044 m
- Brechhorn, 2 032 m
- Kitzbüheler Horn, 1 996 m
- Breitegg, 1 989 m
- Schmittenhöhe, 1 965 m
- Feldalpen, 1 926 m
- Wildenkarkogel, 1 910 m
- Schatzberg, 1 898 m
- Hohe Salve, 1 828 m
- Hahnenkamm, 1 712 m

## Géologie
Les Alpes de Kitzbühel appartiennent à la zone des grauwackes et sont constituées principalement d'ardoise et de phyllite. On y trouve également du calcaire et de la dolomie.

## Activités

### Stations de sports d'hiver
| - Alpbach - Brixen im Thale - Ellmau - Fieberbrunn - Gerlos - Gerlosberg - Going am Wilden Kaiser - Hopfgarten im Brixental - Itter - Jochberg - Kirchberg in Tirol - Kitzbühel - Leogang - Neukirchen am Großvenediger | - Niederau - Oberndorf in Tyrol - Reith im Alpbachtal - Rohrberg - Saalbach-Hinterglemm - Saalfelden - St. Johann in Tirol - Scheffau am Wilden Kaiser - Söll - Wald im Pinzgau - Westendorf - Wörgl - Zell am See |